# Lauren Bate
Lauren Bate née le 27 avril 1999, est une coureuse cycliste britannique. 
Spécialiste des épreuves du sprint sur piste, elle a remporté la médaille de bronze de la vitesse par équipes aux Jeux du Commonwealth de 2018 et aux mondiaux de 2021. Elle est également vice-championne d'Europe de la spécialité en 2020.

## Biographie
En 2016, Lauren Bate est médaillée de bronze de la vitesse par équipes aux Championnats d'Europe sur piste juniors (17/18 ans). L'année suivante, elle
remporte deux médailles d'argent aux championnats du monde sur piste juniors, en vitesse individuelle (battue en finale par Mathilde Gros) et en vitesse par équipes (avec Georgia Hilleard). Aux championnats d'Europe juniors, elle décroche le bronze à trois reprises, en keirin, sur le 500 mètres contre-la-montre et la vitesse par équipes avec Hilleard. La même année, elle devient double championne britannique juniors, mais également championne nationale de vitesse par équipes chez les élites avec Sophie Capewell.
En 2018, Bate est médaillée de bronze de la vitesse par équipes aux Jeux du Commonwealth avec Katy Marchant et est à nouveau championne de Grande-Bretagne de vitesse par équipes avec Hilleard. En 2020, elle est sacrée championne de Grande-Bretagne de vitesse individuelle. Elle est vice-championne d'Europe de vitesse par équipes en 2020, même si elle ne participe pas à la finale. Aux mondiaux sur piste de 2021 à Roubaix, elle décroche la médaille de bronze de la vitesse par équipes avec Blaine Ridge-Davis, Millicent Tanner et Sophie Capewell.  

## Palmarès

### Championnats du monde
| Édition / Épreuve          | Vitesse individuelle | Vitesse par équipes |
| Montichiari 2017 (juniors) | Argent               | Bronze              |
| Apeldoorn 2018             |                      | 6e                  |
| Roubaix 2021               |                      | Bronze              |

### Jeux du Commonwealth
| Édition / Épreuve | 500 mètres | Keirin | Vitesse individuelle | Vitesse par équipes |
| Gold Coast 2018   | 5e         | 10e    | 7e                   | Bronze              |

### Championnats d'Europe
| Édition / Épreuve          | 500 mètres | Keirin | Vitesse par équipes |
| Montichiari 2016 (juniors) |            |        | Bronze              |
| Anadia 2017 (juniors)      | Bronze     | Bronze | Bronze              |
| Glasgow 2018               | 9e         |        | 9e                  |
| Plovdiv 2020               |            |        | Argent              |
| Granges 2021               |            | 17e    | 4e                  |

### Championnats de Grande-Bretagne
- 2017
  -  Championne de Grande-Bretagne de vitesse par équipes (avec Sophie Capewell)
  -  Championne de Grande-Bretagne du 500 mètres juniors
  -  Championne de Grande-Bretagne de vitesse juniors
- 2018
  -  Championne de Grande-Bretagne de vitesse par équipes (avec Georgia Hilleard)
  - 2e du 500 mètres
  - 2e du keirin
- 2020
  -  Championne de Grande-Bretagne de vitesse individuelle